# Rozpad protonu
Rozpad protonu je hypotetický jev, při kterém se (zdánlivě) stabilní proton může rozpadnout na mezon a lepton; dominantním kanálem je pak rozpad na pion {\displaystyle \displaystyle \pi ^{0}} a pozitron {\displaystyle \displaystyle e^{+}}. Tento rozpad vyplývá z většiny variant teorií velkého sjednocení. V nejjednodušších variantách teorie rozpad protonu probíhá za pomoci hypotetických X a Y bosonů.

Znázornění rozpadu protonu na a.

## Možné průběhy dominantního kanálu rozpadu
{\displaystyle uud\to \ (X\,d)\to \ e^{+}+d{\overline {d}}}
{\displaystyle uud\to \ (Y\,u)\to \ e^{+}+u{\overline {u}}}
Při reakci přes boson X vzniká tento boson ze dvou kvarků u a přeměňuje se na antikvark {\displaystyle \displaystyle {\overline {d}}} vázaný ve výsledném pionu {\displaystyle \displaystyle \pi ^{0}} a na pozitron {\displaystyle \displaystyle e^{+}}.
Při reakci přes boson Y vzniká tento boson z kvarku u a kvarku d a přeměňuje se na antikvark {\displaystyle \displaystyle {\overline {u}}} vázaný ve výsledném pionu {\displaystyle \displaystyle \pi ^{0}} a na pozitron {\displaystyle \displaystyle e^{+}}.

Feymanův diagram znázorňující rozpad protonu na a.

## Experimentální potvrzení rozpadu protonu
O experimentální potvrzení tohoto jevu a poskytnutí experimentální podpory teoriím velkého sjednocení se pokouší několik světových laboratoří. Stále se prodlužující experimentálně zjištěná minimální hodnota střední doby života protonu (τ > 1031 roků obecně, pro jednotlivé modely a kanály rozpadu až v řádu 1034) již vyloučila mnohé z nejjednodušších variant teorie, zejména pokud se jedná o varianty bez předpokladu supersymetrie. Z takto vysokých hodnot doby života je zřejmé, že na detekci rozpadu v rozumném časovém rámci je potřeba obrovské množství protonů (např. řádově km3 vody).